# Professional Graphics Controller
Professional Graphics Controller (プロフェッショナル グラフィックス コントローラー、PGC) は、IBMがPC/AT用として1984年に販売したインテリジェントなビデオカードである。Professional Graphics Adapter (PGA)とも呼ばれる。登場時点ではPC/AT用としては最も高機能なビデオカードであった。
Professional Graphics Controllerは最大解像度640x480ドット256色（リフレッシュレート60Hz）で、EGAやVGAよりも高い画面解像度と色深度をサポートしていた。このモードはBIOSではサポートされていない。CAD用途を対象にしており、320KBのVRAMとIntel 8088マイクロプロセッサをオンボードで搭載していた。8088はVRAMの更新を高速に行うためにカード上に直接搭載された。他のビデオカードはPC本体のCPUを使い、低速なISAバスを通してVRAMに表示データを書き込んでいた。コンシューマクラスのパソコンでは普及する兆しはなかったものの、その定価US$4,290という価格は当時のCADワークステーションのUS$50,000に比べれば優位であった。PGCは1987年に登場したVGAと8514をもって廃止された。

## 対応ソフトウェア
本ボードはCAD用途をターゲットにしていたため、対応するソフトウェアは少数である思われる。PGCをサポートするソフトウェアとして知られているものは、IBMのGraphical Kernel System、P-CAD 4.5、Canyon State Systems CompuShow、AutoCAD 2.5。

## 出力能力
PGCは次の機能を持っている。
- 640x480ドット、4096色中256色表示（4ビットカラー）
- CGA互換のテキストおよびグラフィックモード[1]。テキストモードはEGAの14ドットフォントを使用し、縦400ラインで表示する。[1]

## 仕組み
ディスプレイアダプターは3枚の基板（マイクロプロセッサ、ファームウェアROM、映像出力端子を搭載したボード、CGAエミュレーション機能を担うボード、RAMを搭載したボード）から構成され、XTまたはATマザーボード上の2つのスロットを占有した。3枚目のカードは2つのスロットの間に位置した。PGCはオリジナルのIBM PCではスロットのスペースの違いのために無改造の状態では使用することができなかった。
ネイティブな640x480モードに加えて、PGCはオプションでCGA相当のテキスト・グラフィックモードをサポートした。それはボード上のジャンパーで有効にすることができた。しかし、CGAとのレジスタレベルでの互換性は限定的であった。

## 関連するモニター
PGCに対応するディスプレイはIBM 5175である。これは独自仕様のアナログRGBモニターで、他のビデオカードとはそのままでは互換性がない。ハードウェアを改変すれば、5175はVGA、Macintosh、その他様々なアナログRGB信号を映すことができる。

## ハードウェア互換品
- Matrox PG-640, PG-1280, QG-640 (DEC MicroVAX用)[1]
- Dell NEC MVA-1024
- Everex EPGA
- Orchid Technology TurboPGA
- Vermont Microsystems IM-640, IM-1024[7]